# Krasnoyarsk
Krasnoyarsk (tiếng Nga: Красноярск [krəsnɐjarsk]) là một thành phố và trung tâm hành chính của Vùng Krasnoyarsk, Nga, nằm trên sông Yenisey. Đây là thành phố lớn thứ ba ở Siberia, với dân số 948.500 (ước tính 2009). Krasnoyarsk là một ga đầu mối quan trọng của tuyến Đường sắt xuyên Siberi và một trong những trung tâm sản xuất nhôm lớn nhất của Nga. Đây cũng là nơi duy nhất có cùng múi giờ với Việt Nam ở ngoài vùng Đông Nam Á.

## Khí hậu
Krasnoyarsk có khí hậu lục địa ẩm (phân loại khí hậu Köppen Dfb).
| Dữ liệu khí hậu của Krasnoyarsk         | Dữ liệu khí hậu của Krasnoyarsk | Dữ liệu khí hậu của Krasnoyarsk | Dữ liệu khí hậu của Krasnoyarsk | Dữ liệu khí hậu của Krasnoyarsk | Dữ liệu khí hậu của Krasnoyarsk | Dữ liệu khí hậu của Krasnoyarsk | Dữ liệu khí hậu của Krasnoyarsk | Dữ liệu khí hậu của Krasnoyarsk | Dữ liệu khí hậu của Krasnoyarsk | Dữ liệu khí hậu của Krasnoyarsk | Dữ liệu khí hậu của Krasnoyarsk | Dữ liệu khí hậu của Krasnoyarsk | Dữ liệu khí hậu của Krasnoyarsk |
| Tháng                                   | 1                               | 2                               | 3                               | 4                               | 5                               | 6                               | 7                               | 8                               | 9                               | 10                              | 11                              | 12                              | Năm                             |
| --------------------------------------- | ------------------------------- | ------------------------------- | ------------------------------- | ------------------------------- | ------------------------------- | ------------------------------- | ------------------------------- | ------------------------------- | ------------------------------- | ------------------------------- | ------------------------------- | ------------------------------- | ------------------------------- |
| Cao kỉ lục °C (°F)                      | 6.0 (42.8)                      | 8.5 (47.3)                      | 18.5 (65.3)                     | 31.4 (88.5)                     | 34.0 (93.2)                     | 34.8 (94.6)                     | 36.4 (97.5)                     | 35.1 (95.2)                     | 31.3 (88.3)                     | 24.5 (76.1)                     | 13.6 (56.5)                     | 8.6 (47.5)                      | 36.4 (97.5)                     |
| Trung bình ngày tối đa °C (°F)          | −11.4 (11.5)                    | −8.0 (17.6)                     | −0.2 (31.6)                     | 7.8 (46.0)                      | 17.1 (62.8)                     | 22.4 (72.3)                     | 24.8 (76.6)                     | 21.8 (71.2)                     | 14.4 (57.9)                     | 6.4 (43.5)                      | −3.4 (25.9)                     | −9.4 (15.1)                     | 6.9 (44.4)                      |
| Trung bình ngày °C (°F)                 | −15.5 (4.1)                     | −12.8 (9.0)                     | −5.7 (21.7)                     | 2.0 (35.6)                      | 10.4 (50.7)                     | 15.9 (60.6)                     | 18.7 (65.7)                     | 15.7 (60.3)                     | 8.9 (48.0)                      | 2.0 (35.6)                      | −7.2 (19.0)                     | −13.4 (7.9)                     | 1.6 (34.9)                      |
| Tối thiểu trung bình ngày °C (°F)       | −19.2 (−2.6)                    | −16.9 (1.6)                     | −10.1 (13.8)                    | −2.6 (27.3)                     | 4.7 (40.5)                      | 10.3 (50.5)                     | 13.4 (56.1)                     | 10.8 (51.4)                     | 4.8 (40.6)                      | −1.6 (29.1)                     | −10.6 (12.9)                    | −17.1 (1.2)                     | −2.8 (27.0)                     |
| Thấp kỉ lục °C (°F)                     | −52.8 (−63.0)                   | −41.6 (−42.9)                   | −38.7 (−37.7)                   | −25.7 (−14.3)                   | −11.2 (11.8)                    | −3.6 (25.5)                     | 3.3 (37.9)                      | −1.0 (30.2)                     | −9.6 (14.7)                     | −25.1 (−13.2)                   | −42.3 (−44.1)                   | −47.0 (−52.6)                   | −52.8 (−63.0)                   |
| Lượng Giáng thủy trung bình mm (inches) | 18 (0.7)                        | 13 (0.5)                        | 16 (0.6)                        | 32 (1.3)                        | 44 (1.7)                        | 63 (2.5)                        | 76 (3.0)                        | 67 (2.6)                        | 49 (1.9)                        | 43 (1.7)                        | 37 (1.5)                        | 30 (1.2)                        | 488 (19.2)                      |
| Số ngày mưa trung bình                  | 0.3                             | 0.4                             | 2                               | 9                               | 17                              | 19                              | 18                              | 18                              | 19                              | 13                              | 4                               | 0.3                             | 120                             |
| Số ngày tuyết rơi trung bình            | 24                              | 21                              | 17                              | 14                              | 4                               | 0.1                             | 0                               | 0.03                            | 2                               | 14                              | 23                              | 25                              | 144                             |
| Độ ẩm tương đối trung bình (%)          | 73                              | 70                              | 64                              | 58                              | 54                              | 64                              | 72                              | 76                              | 75                              | 71                              | 74                              | 73                              | 69                              |
| Số giờ nắng trung bình tháng            | 63                              | 100                             | 171                             | 216                             | 251                             | 280                             | 281                             | 237                             | 160                             | 111                             | 58                              | 41                              | 1.969                           |
| Nguồn 1: Pogoda.ru.net                  |                                 |                                 |                                 |                                 |                                 |                                 |                                 |                                 |                                 |                                 |                                 |                                 |                                 |
| Nguồn 2: NOAA                           |                                 |                                 |                                 |                                 |                                 |                                 |                                 |                                 |                                 |                                 |                                 |                                 |                                 |

## Liên kết
- Krasnoyarsk Visiting Guide Lưu trữ ngày 28 tháng 9 năm 2020 tại Wayback Machine
- Siberian Tour Guide
- Krasnoyarsk today's news Lưu trữ ngày 14 tháng 8 năm 2006 tại Wayback Machine
- The gallery of Krasnoyarsk artists Lưu trữ ngày 17 tháng 12 năm 2006 tại Wayback Machine
- The Siberian Federal University homepage
- Interactive online map of Krasnoyarsk Lưu trữ ngày 2 tháng 12 năm 2008 tại archive.today Street photos (tiếng Nga)
- Interactive online map of Krasnoyarsk Lưu trữ ngày 12 tháng 1 năm 2016 tại Wayback Machine Street photos (tiếng Anh)
- Monthly-updated downloadable software map of Krasnoyarsk Lưu trữ ngày 11 tháng 10 năm 2007 tại Wayback Machine (tiếng Nga)